# Ithone fulva
Ithone fulva is een insect uit de familie van de Ithonidae, die tot de orde netvleugeligen (Neuroptera) behoort. 
Ithone fulva is voor het eerst wetenschappelijk beschreven door Tillyard in 1916.